# Relaciones entre Perú y la Santa Sede
Las Relaciones bilaterales entre Perú y la Santa Sede (en italiano: Rapporti bilaterali tra Perù e Santa Sede; en latín: Relationes bilaterales inter Peruviam et Sanctam Sedem) son las relaciones internacionales entre el Perú y la Santa Sede. El actual papa León XIV, fue anteriormente obispo de Chiclayo.
El actual embajador del Perú ante la Santa Sede es Luis Juan Chuquihuara Chil, quien presentó sus Cartas Credenciales al Papa Francisco en febrero de 2024.

## Historia
Ambos países establecieron relaciones diplomáticas en 1859.
La embajada de Perú ante la Santa Sede se encuentra en Roma, mientras que la nunciatura apostólica de la Santa Sede se encuentra en Lima, ubicada en la avenida Salaverry n° 600, en el distrito de Jesús María.
En 1980 se estableció históricamente su concordato.
El Papa Juan Pablo II realizó dos visitas pastorales al Perú. La primera fue en febrero de 1985 y la segunda en mayo de 1988.
El Papa Francisco I realizó a su vez una visita oficial al Perú en enero de 2018.
En mayo de 2025, Papa León XIV, estadounidense naturalizado peruano, fue elegido Papa.

## Visitas de alto nivel

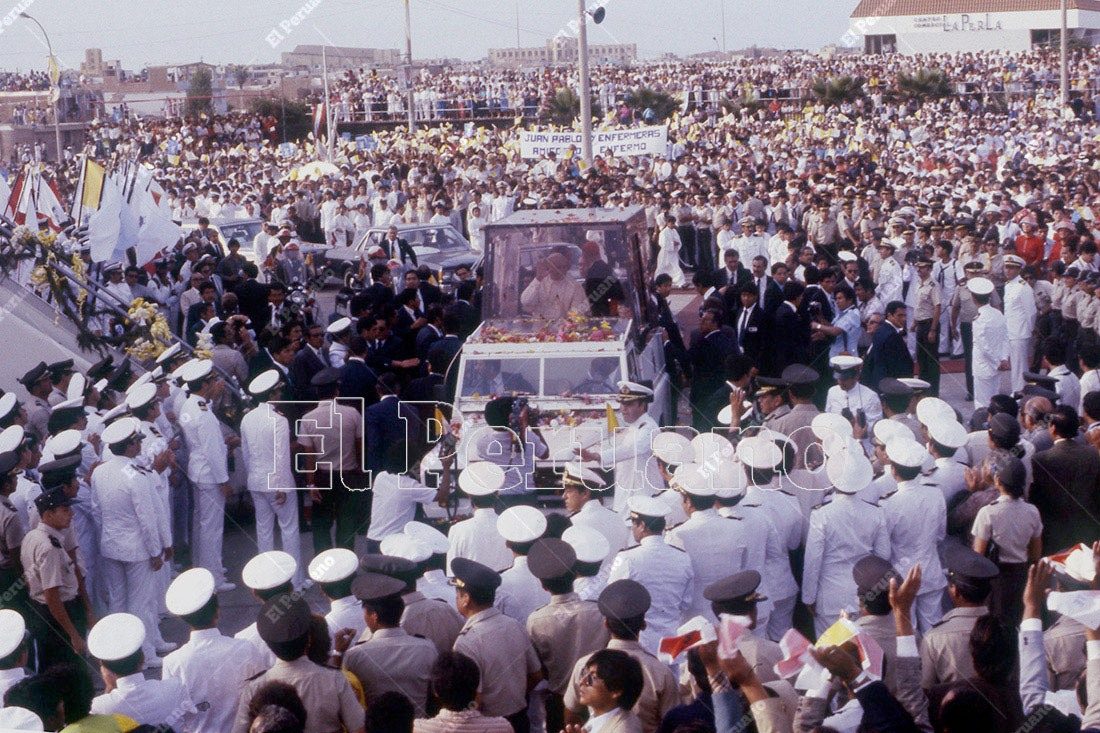
El Papa Juan Pablo II en Callao; 1985.

Visitas presidenciales del Perú a la Santa Sede

- Presidente Alberto Fujimori (1997)
- Presidente Alan García (2009)
- Presidente Ollanta Humala (2014)
- Presidente Pedro Pablo Kuczynski (2017)
- Presidenta Dina Boluarte (2023, 2025)[9]

Visitas papales de la Santa Sede al Perú
- Papa Juan Pablo II (1985, 1988)
- Papa Francisco (2018)

## Misiones diplomáticas residentes
- Perú tiene una embajada para la Santa Sede en Roma.
- Santa Sede tiene un nunciatura apostólica en Lima.

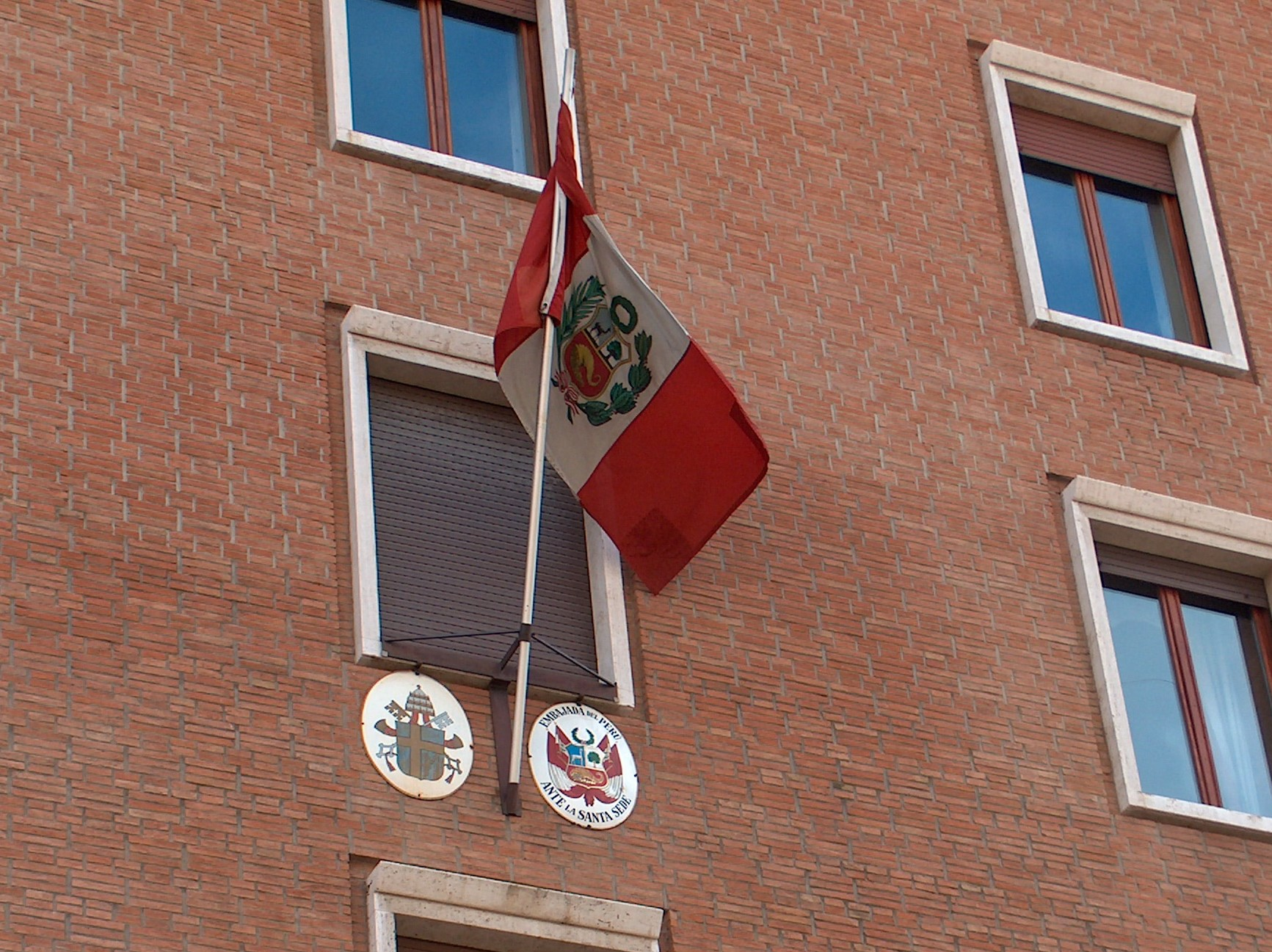
Embajada del Perú ante la Santa Sede en Roma
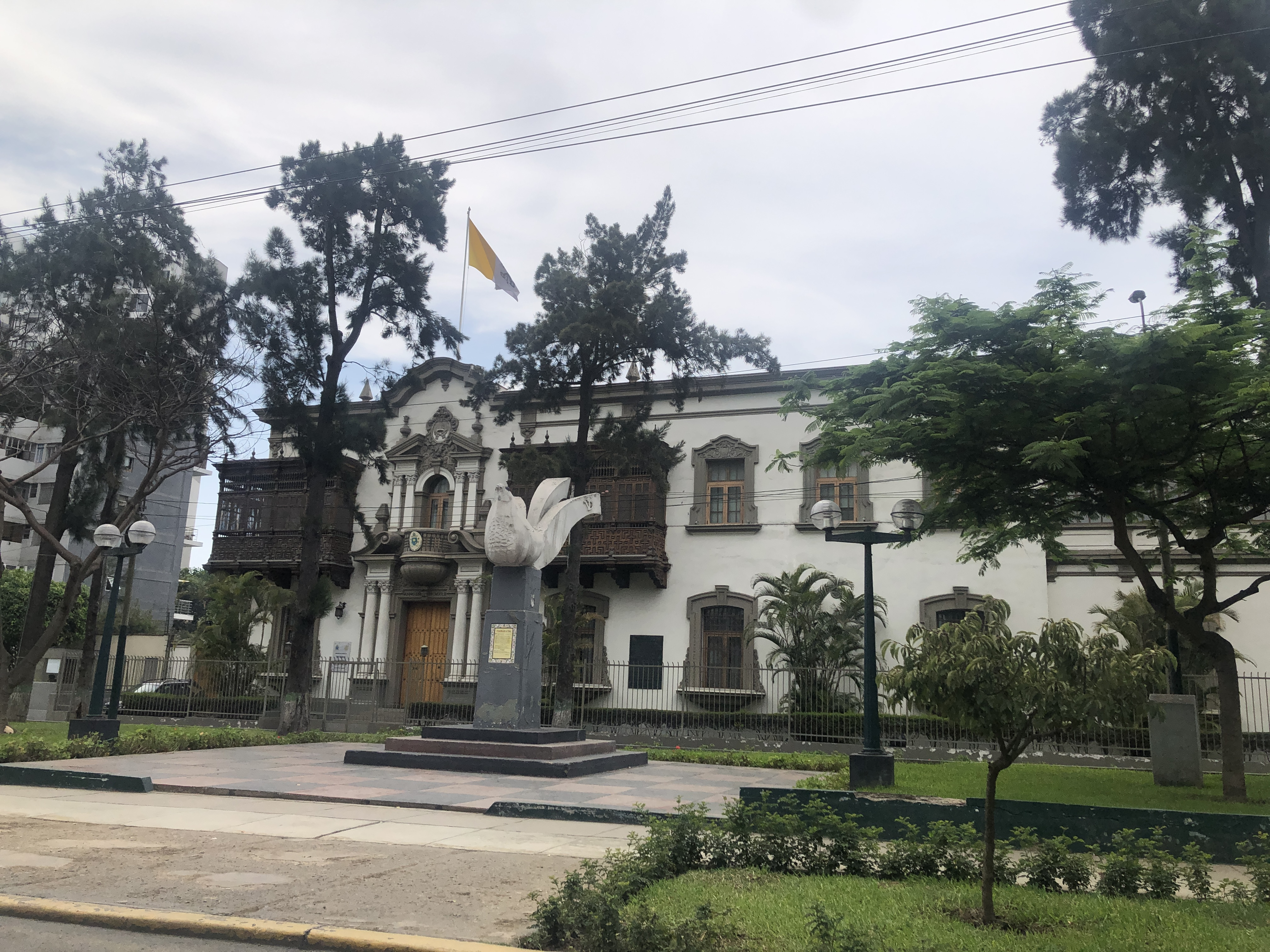
Nunciatura apostólica de la Santa Sede en Lima